# Chalepocarabus elongatus
Chalepocarabus elongatus is een keversoort uit de familie Cupedidae. De wetenschappelijke naam van de soort is voor het eerst geldig gepubliceerd in 1845 door Brodie.